# Pierre Beuffeuil
Pierre Beuffeuil (L'Éguille, 30 de outubro de 1934) foi um ciclista francês que foi profissional entre 1956 e 1967. Ao longo da sua carreira conseguiu 16 vitórias.

## Palmarés
1955
- 1º no Grande Prêmio de Montamisé

1956
- 1º no Prêmio de Vergt
- 1º no Prêmio de Pompadour
- 1º no Prêmio de Ontron

1958
- 1º no Grande Prêmio do Astarac a Mirande

1959
- 1º no Prêmio de Auzances
- 1º no Prêmio de Plougonver
- 1º no Prêmio de Querrien

1960
- 1º no Prêmio de Bourcefranc
- Vencedor de uma etapa ao Tour de France

1961
- - 1º do Prêmio de Quillan

1962
- 1º no Prêmio de Guéret
- 1º no Prêmio de Maël-Pestivien

1965
- 1º no Prêmio de Chaniers

1966
- Vencedor de uma etapa ao Tour de France

1967
- 1º no Prêmio de Querrien

1968
- 1º no Prêmio de Saint-Thomas de Harcouët

## Resultados ao Tour de France
- 1956. 31º da classificação geral
- 1960. 31º da classificação geral e vencedor de uma etapa
- 1961. 28º da classificação geral
- 1962. 50º da classificação geral
- 1963. 47º da classificação geral
- 1966. 71º da classificação geral e vencedor de uma etapa